# 聖托馬斯拉烏尼翁
聖托馬斯拉烏尼翁（西班牙語：Santo Tomás La Unión），是危地馬拉的城鎮，位於該國西南部，由蘇奇特佩克斯省負責管轄，面積80平方公里，海拔高度840米，2002年人口9,429，人口密度每平方公里117.86人。
14°38′N 91°23′W / 14.633°N 91.383°W